# Chrome Web Store
Chrome Web Store és una botiga en línia d'aplicacions web per al navegador Google Chrome, desenvolupada i mantinguda per Google.
La botiga també compte amb extensions i temes visuals per al navegador. Va ser anunciada en l'esdeveniment Google I/O el 19 de maig de 2010, i llançada finalment el 7 de desembre de 2010.
La botiga permet que qualsevol desenvolupador pugui pujar la seva aplicació Web a la botiga pagant una única quota de $5.00. Això permet a qualsevol usuari adquirir aplicacions gratuïtes o de pagament per mitjà d'un sistema d'inici de sessió i compra creat per Google, i ser utilitzat en el navegador o Google Chrome OS de forma immediata.

## Desenvolupament d'aplicacions
Les aplicacions poden ser escrites en diferents llenguatges de programació i codis utilitzats a Internet, com el són: HTML, XHTML, Javascript, CSS, Adobe Flash, Java, AJAX, HTML5 (vídeo/àudio incrustat), WebGL i CSS3, que també poden utilitzar codi natiu en Chrome.
La botiga conté elements que poden ser emprats gratuïtament i altres de pagament.
Entre la gran quantitat d'aplicacions que han estat mostrades i estan disponibles en la Chrome Web Store hi ha el joc Plants vs. Zombies.
La botiga ha estat comparada amb l'App Store d'Apple i amb Google Play de la pròpia Google.
Les aplicacions es poden utilitzar estant connectat a Internet, o sense connexió a Internet.